# 阿倍粳蟲
阿倍 粳蟲（あべ の ぬかむし）は、奈良時代の貴族。姓は安倍、名は粳虫・糠虫・糠蟲とも記される。官位は従五位上・図書頭。平城・嵯峨両天皇の曾祖父。

## 出自
各種系図では参議・阿倍嶋麻呂の子とされるが、従五位下の叙爵時期が嶋麻呂（天平12年（740年））より14年も早いことから父子関係には疑問がある。一説では中納言・阿倍広庭の弟もしくは息子（嶋麻呂の兄）とする。

## 経歴
神亀3年（726年）従五位下に叙爵。聖武朝において、天平3年（731年）図書頭、天平5年（733年）縫殿頭を歴任し、天平7年（735年）に従五位上に昇叙されている。中務大輔も務めたとされる。

## 官歴
注記のないものは『続日本紀』による。
- 時期不詳：正六位上
- 神亀3年（726年） 正月21日：従五位下
- 天平3年（731年） 6月13日：図書頭
- 天平5年（733年） 12月27日：縫殿頭
- 天平7年（735年） 4月23日：従五位上
- 時期不詳：中務大輔[3]

## 系譜
- 父：阿倍嶋麻呂[4]または阿倍広庭[5]
- 母：不詳
- 生母不明の子女
  - 男子：阿倍道守[4]
  - 女子：阿倍古美奈（?-784） - 藤原良継室、皇后藤原乙牟漏母

子の道守（みちもり）の職は、『公卿補任』に記載はないが、安倍（土御門）の家伝によれば陰陽頭、従四位を任ぜられていたとのことである。道守の子には畿内観察使・兄雄、主殿頭・男笠、弟雄がいたとされる。安倍晴明の高祖父。または高祖父の祖父。男笠の娘が藤原冬嗣に嫁ぎ、宇多天皇、醍醐天皇、一条天皇と代々の天皇から今上天皇迄が安倍道守の子孫である。
又道守の曾孫に藤原北家を代表する一族の良門流の祖の藤原良門がおり紫式部等多くの著名な人物が子孫にいる。